# Rödbukig rall
Rödbukig rall (Gallirallus castaneoventris) är en fågel i familjen rallar inom ordningen tran- och rallfåglar. Den förekommer i mangroveträsk i norra Australien och på en ögrupp utanför Nya Guinea. Beståndet anses vara livskraftigt.

## Utseende och läte
Rödbukig rall är en mycket stor (52 cm) och kraftig rall. Den har rätt lång stjärt, lång och kraftig grön näbb och ljusgula eller gröna ben. Fjäderdräkten är olivbrun ovan, kastanjebrun under, med grått huvud. Arten är ljudlig, med olika stönande och trumpetande ljud.

## Utbredning och systematik
Rödbukig rall delas in i två underarter med följande utbredning:
- sharpei – förekommer på Aruöarna utanför Nya Guinea
- castaneoventris – i kustnära områden i norra Australien

### Släktestillhörighet
Arten placeras traditionellt i det egna släktet Eulabeornis. Genetiska studier visar dock att den är inbäddad i släktet Gallirallus så som det normalt sett är indelat.

## Levnadssätt
Rödbukig rall är en skygg fågel begränsad till mangroveträsk. Födan består huvudsakligen av krabbor och andra kräftdjur, men tar också små mollusker, insekter och hundrafotingar. Dess häckningsbiologi är dåligt, men har noterats bygga stora bon likt avskurna pyramider, av döda kvistar, gräs, löv, bark och sjögräs. Boet placeras 0,6–3 meter upp i ett mangroveträd. Däri lägger den fyra till fem ägg. Ungarna lämnar boet strax efter kläckning.

## Status
Arten har ett relativt begränsat utbredningsområde. Populationsstorleken är okänd, liksom dess utveckling. Internationella naturvårdsunionen IUCN anser ändå inte att den är hotad, varför de kategoriserar arten som livskraftig.